# Pëtr Pervyj. Zaveščanie
Pëtr Pervyj. Zaveščanie è una miniserie televisiva del 2011, diretto da Vladimir Bortko e basata sul romanzo di Daniil Granin.
La serie racconta gli ultimi due anni della vita di Pietro I e contiene diversi elementi di finzione, non corrispondenti a fatti realmemte accaduti.

## Critica
La critica cinematografica Irina Petrovskaja, in un'intervista alla stazione radio Ėcho Moskvy, osserva che la miniserie ha troppe sfumature politiche moderne e una gravità non necessaria. Valuta anche molto positivamente il lavoro di recitazione di Irina Rozanova. In una recensione per Novaja Gazeta, Irina Petrovskaja conclude che «gli errori dello scenario e del regista sono riscattati dal lavoro di attori eccellenti». Yuri Bogomolov della Rossijskaja Gazeta ha suggerito che la serie è stata girata sulla base di speculazioni e aneddoti piccanti su persone reali.